# 王仁達
王仁達（？－933年），五代十國時期閩國人，為閩王王延鈞的侄子。

## 擊敗王延稟
931年，王延稟和兒子王繼雄一同領水軍進攻福州。王延稟攻西門，王繼雄攻東門，王延鈞派樓船指揮使王仁達守衞福州， 仁達將士兵埋伏在舟中，掛起白幟向王繼雄詐降。 繼雄大喜，摒退左右登上仁達的戰船納降，王仁達乘機殺死繼雄，並將王繼雄的人頭掛於西門．王延稟見到自己兒子的人頭，不禁大哭，軍心動搖，仁達趁機出擊，王延稟大敗，後被生擒被殺。

## 因功被殺
雖然王仁達因功而晉升為「親從都指揮使」，掌握親衞兵，但王仁達生性慷慨，說話毫無避忌，引起王延鈞不滿。王延鈞曾問仁達：“趙高指鹿為馬，以愚二世，果有之邪？”仁達回答：“秦二世愚，故高指鹿為馬，非高能愚二世也。今陛下聰明，朝廷官不满百，起居動静，陛下皆知之，敢有作威福者，族滅之而已。”
王延鈞雖滿口讚賞他的對話，但私自對其他人說：“仁達智有餘，吾猶能御之，非少主臣也。”他担心下一代管不住這個勇將。933年誣稱仁達謀反，將他和族人全部誅殺。